# Tony Iommi
Anthony Frank Iommi jr. (Birmingham, 19 februari 1948) is een Brits gitarist. Hij is vooral bekend als lid van de rockband Black Sabbath. Hij is altijd trouw gebleven aan de Gibson SG, waar ook een "Tony Iommi signature model" van is uitgegeven.

## Biografie
Op zijn laatste werkdag in een metaalfabriek in Birmingham verloor hij de topjes van twee vingers van zijn rechterhand, waarmee hij akkoorden pakt (hij is linkshandig). Dokters vertelden hem dat hij nooit meer gitaar zou kunnen spelen. Hij legde zich er bij neer tot een goede vriend van hem een langspeelplaat van Django Reinhardt liet horen. Hierdoor gemotiveerd bleef hij spelen. Hij gebruikt tot op vandaag nog altijd extra lichte snaren en draagt een plastic bescherming over de beschadigde vingers (hij gebruikte eerst stukjes leer, maar dit kwam zijn gitaarspel niet ten goede).
Om zijn vingers nog verder te ontzien stemde Iommi zijn gitaar omlaag van E naar D. Hierdoor ontstond het diepe grommende gitaargeluid dat sinds halverwege de jaren 80 door veel metalbands wordt gebruikt maar dat eind jaren 60 volstrekt uniek was.
Tony Iommi's gitaarspel was vernieuwend op het gebied van riffs in de heavy metal, bijvoorbeeld in nummers als Paranoid, War Pigs en The Wizard. Hij dankt daaraan ook zijn bijnaam: "The Riffmeister". Iommi heeft met name aan heavy- en doommetal een grote bijdrage geleverd.
Op 9 januari 2012 werd bekendgemaakt dat Iommi lymfeklierkanker had. In 2013 werd hij hiervoor behandeld en de datums van optredens van Black Sabbath werden zo ingepland dat Iommi elke zes weken voor behandeling naar het Verenigd Koninkrijk kan. Begin januari 2014 maakte Iommi bekend dat zijn behandeling naar verwachting in dat jaar zou worden afgerond. In november 2015 zou er een afscheidsconcert komen van Black Sabbath tijdens Ozzfest, maar dit werd in april geannuleerd. In september en oktober werd dan bekendgemaakt dat ze in 2016 hun definitieve afscheidstournee zouden houden.
In augustus 2016 maakte hij bekend dat zijn kanker in remissie is.
- Bibsys: 6088057
- Bibliothèque nationale de France: cb139310887 (data)
- Gemeinsame Normdatei: 130337749
- International Standard Name Identifier: 0000 0000 8133 3157
- Library of Congress Control Number: n96015940
- MusicBrainz: e5fa0175-2e93-4ca7-90c3-33f239381252
- Bibliotheek van het Japanse parlement: 001117366
- Nationale Bibliotheek van Tsjechië: ola2002151393
- Nederlandse Thesaurus van Auteursnamen: 074277871
- Istituto Centrale per il Catalogo Unico: MODV263618
- Système universitaire de documentation: 079460909
- Virtual International Authority File: 54335469